# Rue Tiron
Rue Tiron je ulice v Paříži v historické čtvrti Marais. Nachází se ve 4. obvodu.

## Poloha
Ulice vede od křižovatky s Rue François-Miron a končí na křižovatce s Rue de Rivoli.

## Historie
Ulice byla lemována budovami už v roce 1250. Od roku 1270 nesla jméno Rue Tiron, které podle soukromého sídla, které patřilo opatovi kláštera Sainte-Trinité v obci Tiron. Ulice je citována v Le Dit des rues de Paris jako Rue Tyron. V následujících stoletích se nazývala Rue Jean-Tizon a Rue Tison. V domě opata se nacházelo též vězení, kde došlo 12. června 1418 k masakru. Pařížští řezníci pronikli do vězení a zabili zde všechny zadržované Armagnaky včetně Bernarda VII. z Armagnacu.
V 19. století byla Rue Tiron dlouhá 77 metrů. Začínala u Rue Saint-Antoine a končila na křižovatce s Rue du Roi-de-Sicile. Otevřením Rue de Rivoli v roce 1854 byla Rue Tiron rozdělena na dvě části. Severní část ulice byla poté připojena k Rue des Écouffes.